# Holopeka
Holopeka es una localidad del distrito de Lifuka, en Tonga. Tiene una población de 132 habitantes en 2021.
Es el lugar de origen del jugador de rugby de Nueva Zelanda Jonah Lomu. Lomu llegó a ser considerado uno de los mejores jugadores de rugby de todos los tiempos.